# Allodin Fothergill
Allodin Fothergill (né le 7 février 1987) est un athlète jamaïcain spécialiste du 400 mètres

## Carrière

### Palmarès
| Date | Compétition                              | Lieu     | Résultat | Épreuve   |
| ---- | ---------------------------------------- | -------- | -------- | --------- |
| 2010 | Jeux d'Amérique centrale et des Caraïbes | Mayagüez | 3e       | 400 m     |
| 2010 | Jeux d'Amérique centrale et des Caraïbes | Mayagüez | 1er      | 4 x 400 m |
| 2011 | Championnats du monde                    | Daegu    | 3e       | 4 x 400 m |
| 2014 | Championnats du monde en salle           | Sopot    | 3e       | 4 x 400 m |

### Records
| Épreuve | Performance | Lieu     | Date            |
| ------- | ----------- | -------- | --------------- |
| 400 m   | 45 s 24     | Mayagüez | 26 juillet 2010 |